# Werner Otto (ciclista)
Werner Otto (Dresda, 15 aprile 1948) è un ex pistard tedesco.

## Palmarès

### Olimpiadi
- 1 medaglia[1]:
  - 1 argento (Monaco di Baviera 1972 nel tandem)

### Mondiali
- 4 medaglie[1]:
  - 2 ori (Brno 1979 nel tandem; Varese 1971 nel tandem)
  - 1 argento (Leicester 1970 nel tandem)
  - 1 bronzo (San Sebastián 1973 nel tandem)